# Claus i Lucas (novel·la)
Claus i Lucas (alternativament, la Trilogia de Claus i Lucas) és una col·lecció de llibres de l'autora hongaresa naturalitzada suïssa Agota Kristof escrita en francès. Està composta per tres novel·les publicades originalment per separat: Le grand cahier (1986), La preuve (1988) i Le troisième mensonge (1991). L'editoral La Magrana va publicar els volums per separat amb els títols El Gran Quadern (1989), La Prova (1990) i La Tercera Mentida (1991). Més tard es va publicar una edició completa dels tres llibres, la Trilogia de Claus i Lucas (2007). Totes les obres van ser traduïdes per Sergi Pàmies.
Les novel·les expliquen la història de dos bessons idèntics anomenats Claus i Lucas que viuen amb la seva àvia en un petit poble i ciutat fronterera d'un país devastat per la guerra durant una guerra sense especificar. Al llarg del seu periple, els nois expressen una postura ètica singularment ingènua, amoral i generosa alhora. El segon i tercer llibre revelen la història dels personatges després de la guerra en una situació social i política complexa de la postguerra. Es creu que la guerra no especificada és la Segona Guerra Mundial. Al llarg del llibre, els bessons apareixen com a personatges intercanviables en una relació incialment morbosa i després increïblement desvinculada.